# Tossal del Coix
El Tossal del Coix és una muntanya de 635 metres d'alçada que es troba al municipi de Sant Mateu de Bages, a la comarca catalana del Bages.